# У каждого своя ночь
У каждого своя ночь (фр. Chacun sa nuit) — франко-датская кинодрама 2006 года, поставленный режиссёрами Паскалем Арнольдом и Жан-Марк Барр.

## Сюжет
Пьер и Люси — брат и сестра, они студенты и члены рок-группы, созданной вместе с их друзьями детства Себастьеном, Николасом и Батистом. Их жизнь состоит из музыки и любовных историй. Душой компании был Пьер; его все любили и все к нему тянулись. Он не гнушался спать за деньги с пожилым любовником, был неразборчив в связях и спал со всеми, устраивал групповой секс, секс втроем. Но больше всего его привлекали ребята. Пьер хотел купить себе мотоцикл и Люси, что с детских лет находилась в шоке от смерти отца в результате аварии на мотоцикле, боялась, что с братом могло что-то случиться.
Вскоре после того, как Пьер исчез, его тело со следами чужой спермы на одежде было найдено полицией: кто забил парня до смерти. Полиция начинает расследование, но Люси с помощью друзей решает самостоятельно выяснить, кто убил её брата.

## В ролях
| Актёр            | Роль            |
| ---------------- | --------------- |
| Лиззи Брошре     | Люси            |
| Артур Дюпон      | Пьер            |
| Гийом Баше       | Николас         |
| Валери Мересс    | Агнес           |
| Жан-Кристоф Буве | Винсент Сильвер |